# PWD Social FC Bamenda
El PWD Social Football Club Bamenda és un club de futbol camerunès de la ciutat de Bamenda.
El club és conegut amb el sobrenom Abakwa Boys.
El club va guanyar la seva primera lliga camerunesa la temporada 2019-20.

## Palmarès
- Lliga camerunesa de futbol[4]
  - 2019–20
- Copa camerunesa de futbol[5]
  - 2021